# 米沢村 (鳥取県)
米沢村（よねざわそん）は、鳥取県日野郡にあった村。現在の日野郡江府町の一部にあたる。

## 地理
- 河川：日野川[3]、船谷川[4]、本谷川[5]、小江尾川[6]
- 山岳：大山[3]、城山[7]、三平山[8]

## 歴史
- 1889年（明治22年）10月1日、町村制の施行により、日野郡御机村、下蚊屋村、助沢村、美用村、杉谷村、貝田村、宮市村が合併して村制施行し、米沢村が発足[1][2]。旧村名を継承した御机、下蚊屋、助沢、美用、杉谷、貝田、宮市の7大字を編成[2]。役場を大字宮市に設置[3]。
- 1896年（明治29年）役場を大字宮市字如来原の開拓地に移転[3]。
- 1953年（昭和28年）6月1日、日野郡江尾町、神奈川村と合併し、江府町を新設して廃止された[1][2]。合併後、江府町大字御机・下蚊屋・助沢・美用・杉谷・貝田・宮市となる[2]。

## 産業
- 農業、養蚕[2]

## 交通
- 県道如来原倉吉線[9]

## 教育
- 1912年（明治35年）大字宮市字如来原に米沢高等小学校新築[3]。1927年（昭和2年）大字美用に米沢尋常高等小学校開校[9]。